# Richlands (North Carolina)
Richlands is een plaats (town) in de Amerikaanse staat North Carolina, en valt bestuurlijk gezien onder Onslow County.

## Demografie
Bij de volkstelling in 2000 werd het aantal inwoners vastgesteld op 928.
In 2006 is het aantal inwoners door het United States Census Bureau geschat op 851, een daling van 77 (-8,3%).

## Geografie
Volgens het United States Census Bureau beslaat de plaats een oppervlakte van
3,1 km², geheel bestaande uit land. Richlands ligt op ongeveer 17 m boven zeeniveau.

## Plaatsen in de nabije omgeving
De onderstaande figuur toont nabijgelegen plaatsen in een straal van 28 km rond Richlands.